# Лінійні кораблі типу «Шарнгорст»
Лінійні кораблі класу «Шарнгорст» (нім. Scharnhorst-Klasse Schlachtschiff) були першими лінійними кораблями, збудованими у Німеччині після Першої світової війни. Було збудовано два кораблі даного класу — «Шарнгорст» («Scharnhorst») і «Ґнайзенау» («Gneisenau»), чиє озброєння 280-мм гарматами більше відповідало класу лінійних крейсерів. Вони були названі на честь двох Великих крейсерів Першої світової війни SMS Scharnhorst і SMS Gneisenau, що прославились у битвах під Коронелем і біля Фолклендів, а також, у свою чергу, за іменами видатних німецьких командувачів — Ґергарда фон Шарнгорста та Августа Найдгардта фон Ґнайзенау.

## Історія
Після закладення важких крейсерів класу Deutschland було вирішено збудувати два більші кораблі «D» і «E», чия заявлена водотоннажність 18.000–19.000 т начебто відповідала умовам, як і гармати головного калібру. У відповідь на будівництво Францією двох лінкорів класу «Дюнкерк» Гітлер у липні 1934 оголосив, що нові кораблі будуть мати водотоннажність до 26.000 т і три башти головного калібру. Будівництво «Scharnhorst» було перерване заради закладення через рік нового корпусу за новим проєктом, чиї параметри були погоджені у німецько-британській угоді про флот від 18 червня 1935 р. За ним співвідношення флотів встановлювалось у відношенні 1:3 на користь Британії.
- Scharnhorst
- Gneisenau

### Силова установка
Спочатку планували встановлювати дизелі, як і на крейсерах класу Deutschland, що дозволяло збільшити дальність, потужність при однакових розмірах корабля, але потужні дизелі компанії MAN ще випробовувались, і тому вирішили встановити парові турбіни високого тиску завдяки використанню перегрітої пари температурою близько 400°. Це вимагало нових матеріалів, конструкцій, досвід використання яких припав на час війни.

### Озброєння
Через небажання викликати невдоволення Британії на кораблях встановлювали 280-мм гармати, як і на класі «Дойчланд», зі збільшенням довжини ствола з 52 до 54,5 калібру. Барбети кораблів спроектували так, що на них можна було встановити башту з 3×280-мм гарматами, чи 2×380-мм. Гармати мали високу початкову швидкість снарядів з великою дистанцією і влучністю стрільби. У червні 1940 «Scharnhorst» потопив британський авіаносець «HMS Glorious (77)» на відстані стрільби 24 км, що було найбільшою відстанню влучної стрільби по рухомій цілі 2-ї світової війни. Заміна на 380-мм гармати передбачалась на 1940/41 роки.

### Захист
Панцирний захист лінкору виконали за принципом «Все або нічого». Товщина панцирної палуби становила 50 мм і 95 мм у центральній частині. Вертикальний захист бортів у центральній становив 350 мм, що перевершувало захист наступних лінкорів класу «Bismarck». До корми й носа він зменшувався до 150 мм. За основною лінією захисту знаходилась наступна лінія 45 мм протиторпедного захисту. У той час надбудови були позбавлені захисту.

## Scharnhorst
Вартість будівництва Scharnhorst склала 143.471.000 райхсмарок. Вже у липні-серпні 1939 лінкор зазнав перебудови, отримавши «Атлантичний форштевень». 18-20 лютого 1940 вперше взяв участь у операції Nordmark біля Норвегії. В операції «Weserübung» належав до 1 бойової групи, якій належало висадити десант у Нарвіку. 6 квітня 1940 разом з «Gneisenau» і 10 есмінцями вийшов у море і через 3 дні досягнув Нарвіка, де здійснював з моря захист висадки десанту. Вступив у перестрілку з британським лінійним крейсером HMS Renown.
В операції «Juno» 7 червня 1940 з третього залпу вразив авіаносець HMS Glorious. Вже потопаючи, есмінець супроводу HMS Acasta випустив віялом залп торпед, одна з яких попала біля задньої башти «Шарнгорста». Загинуло 48 моряків, корабель отримав пробоїну 12 м завдовжки і 5 м висотою. Через знаходження на віддалі 100 миль англійського конвою адмірал Вільгельм Маршалл розпорядився припинити операцію. Наступного дня Scharnhorst у Лофіорді став на ремонт.
- Scharnhorst. 1939
- Scharnhorst. 1939

В операції «Берлін» Scharnhorst разом з Gneisenau у січні 1941 вдалось прорватись до Атлантики, де лінкор затопив 8 транспортних кораблів загальним тоннажем 50.000 брт, після чого 22 березня 1941 прибув до Бреста.
Операція «Cerberus» полягала у поверненні до Німеччини Scharnhorst, Gneisenau і Prinz Eugen через протоку Ла-Манш (11-13 лютого 1942). Scharnhorst двічі підірвався на мінах. Біля гирла Шельди у нього зупинились машини і він деякий час стояв непорушним. Біля острова Терсхеллінґ (Фризькі острови) отримав нові пошкодження, але дійшов до Вільгельмсгафена, де перебував на ремонті 8 місяців. 6 вересня 1943 без втрат взяв участь у операції «Sizilien» з атаки на Баренцбург, Лонг'їр на Шпіцбергені.
У ході операції «Ostfront» Scharnhorst з 5 есмінцями атакував арктичний конвой JW 55B. Scharnhorst в умовах північної ночі йшов з вимкненим радаром задля уникнення раннього виявлення. Атака британських кораблів 26 грудня стала для нього несподіванкою. О 9:30 з відстані 12 км по ньому відкрили вогонь крейсери HMS Belfast, HMS Sheffield, HMS Norfolk. Один зі снарядів пошкодив радар, без якого було неможливо вести стрільбу на далекій відстані, і Scharnhorst почав відходити. Поміж 16:00 і 17:00 був атакований лінкором Duke of York, який витратив 446 снарядів 356-мм і 686 снарядів 133-мм.[джерело?] Через пошкодження машинного відділення Scharnhorst втратив хід, ставши легкою мішенню для торпед. О 19:30 він був вражений останньою торпедою, а через 15 хвилин передню частину розірвав сильний вибух, після якого він до 20:30 затонув. Загинуло 1.968 моряків (врятовано 36). Загалом він отримав понад 13 попадань 356-мм набоїв, 14 торпедних. Корпус корабля на глибині 300 м віднайшли у вересні 2000 р.

## Gneisenau
Багато в чому історія Gneisenau повторяє історію Scharnhorst, адже у більшості операцій вони діяли спільно. Під час операції "«Weserübung» у квітні 1940 Gneisenau отримав пошкодження від лінійного крейсера HMS Renown. У операції «Juno» 20 червня 1940 отримала пошкодження носової частини після торпедування підводним човном Clyde. Після ремонту 25 липня повернувся до Кіля, причому під час повернення випущена у Gneisenau торпеда британського підводного човна Swordfish потопила торпедний човен Luchs. Ремонт у корабельні Кіля тривав до 14 листопада 1940 р.
- Gneisenau. 1939
- Gneisenau у доку Бреста. Квітень 1941
- Gneisenau у доку Кіля. Березень 1942

При спробі прориву до Атлантики разом з Scharnhorst 28 грудня 1940 Gneisenau отримав пошкодження, через що операцію відмінили. Після ремонту до 2 січня 1941 в ході операції «Berlin» кораблям вдалось вийти в Атлантику. Gneisenau потопив 13 кораблів загальним тоннажем 66.500 брт, після чого 22 березня прибув до Бреста, де його поставили у сухий док. 30/31 березня і 4 квітня бомбардування доку ледь не завершились пошкодженням Gneisenau, який перевели до гавані. 6 квітня 1941 торпедоносець Bristol Beaufort 22 ескадрильї RAF випустив торпеду, що попала біля задньої башти. Лінкор набрав 3000 т води і нахилився на 2° на правий борт. Для ремонту корабель знову помістили у сухий док. У ніч 9/10 квітня під час бомбардування отримує 4 попадання бомбами. Дві не пробили панцирної палуби, а дві пошкодили правий борт. Після цього було вирішено встановити на Gneisenau додаткові 14×20 мм зенітних гармат і 6 торпедних апаратів. Ремонт тривав до січня 1942 р. Подальші бомбові атаки доку не мали наслідків.
11-13 лютого 1942 в ході операції «Cerberus» при прориві через Ла-Манш Gneisenau отримав незначні пошкодження після підриву морської міни і був поставлений у плавучий док Deutschen Werke. Ремонт планували завершити за 2 тижні і тому боєприпаси з корабля не вивантажували. У ніч 26/27 лютого 1942 під час бомбардування бомба пробила верхню палубу і вибухнула на панцирній неподалік порохової камери вежі А, де загорілись і вибухнули набої. Вежу вирвало з барбету і вибухова хвиля пошкодила палубу, поворотний механізм башти. Загинуло 112 моряків. Зранку стало зрозуміло, що носова частина корабля непридатна для використання. 4 квітня 1942 Gneisenau разом з лінкором SMS Schlesien і криголамом своїм ходом дійшов до Готенгафен. Там його планували видовжити на 10 м і озброїти 6×380-мм гарматами. Після розпорядження Гітлера по забороні використання великих кораблів у лютому 1943 всі роботи припинили. Готові башти передали до берегової артилерії Нідерландах і Норвегії. До початку 1945 Gneisenau стояв замаскований. 27 березня 1945 його посадили на ґрунт перед входом до порту як блокшив. У вересні 1951 його підняли і порізали на металобрухт.

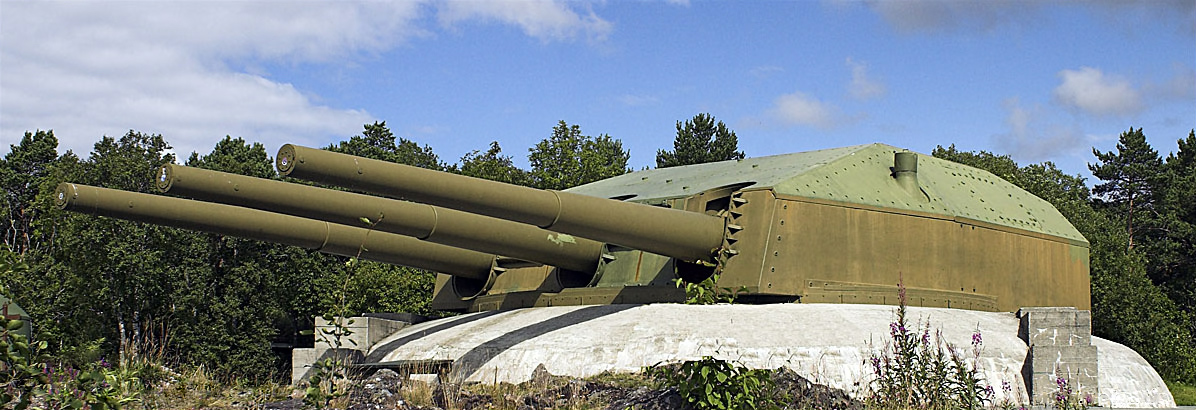
Башта у форті Орланд. Норвегія

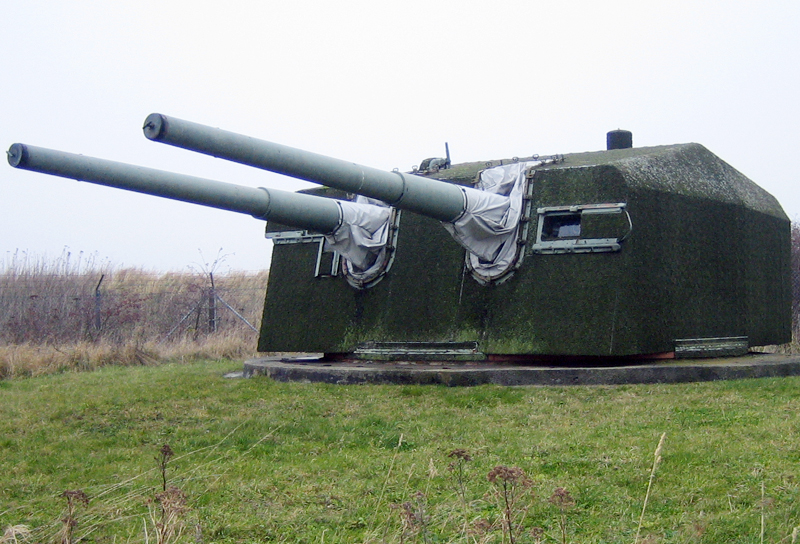
Башта з 150-мм гарматами. Данія

Батарея 150-мм гармат на данському острові Зеланд була виведена із збройних сил 2000 і передана до музею. У Данії 1944 почали готувати дві позиції для 380-мм башт.